# Montemonaco
Montemonaco là một đô thị thuộc tỉnh Ascoli Piceno ở vùng Marche, cách khoảng 80 km về phía nam của Ancona và khoảng 20 km về phía tây bắc của Ascoli Piceno. Đô thị này nằm trong vườn quốc gia Monti Sibillini, dọc theo thung lũng sông Aso. Ở gần đó là Monte Vettore và Lago del Pilato.
Montemonaco giáp các đô thị: Arquata del Tronto, Castelsantangelo sul Nera, Comunanza, Montefortino, Montegallo, Norcia.